# Kabupaten d'Aceh central
Le kabupaten d'Aceh central est un kabupaten de la province d'Aceh, située à la pointe ouest de l'île de Sumatra.
En 2023, sa population était de 227 158 habitants.